# Isabela Merced
Isabela Yolanda Moner (sinh ngày 10 tháng 7 năm 2001), thường được biết đến với nghệ danh Isabela Merced kể từ năm 2019, là một nữ diễn viên kiêm ca sĩ người Mỹ gốc Peru. Cô đóng vai chính của Martin Martin trong bộ phim truyền hình Nickelodeon 100 Things to Do Before High School, cũng như đóng vai Izabella trong Transformers: Chiến binh cuối cùng và Lizzy trong Instant Family.

## Thời niên thiếu và giáo dục
Isabela Moner sinh ra ở Cleveland, Ohio. Cô là con gái của Kinda, người sinh ra ở Lima, Peru và Patrick Moner, người sinh ra ở Louisiana. Moner đã tuyên bố rằng tiếng Tây Ban Nha là ngôn ngữ đầu tiên của cô, và cô phải vật lộn với tiếng Anh khi cô mới bắt đầu đi học, thêm rằng cô coi mình là người Peru hơn người Mỹ. Năm 15 tuổi, Moner được nhận vào đại học.

## Sự nghiệp
Moner đã nói rằng cô muốn trở thành một nữ diễn viên từ khi còn rất nhỏ, lấy cảm hứng từ những bộ phim có Shirley Temple và Judy Garland và bắt đầu tham gia nhà hát cộng đồng địa phương vào năm 6 tuổi, trong đó cô hát bằng tiếng Tây Ban Nha bản địa của mình với Ricky Martin.
Moner đóng vai CJ Martin, vai chính trong bộ phim truyền hình Nickelodeon 100 Things to Do Before High School, từ năm 2014 đến năm 2016. Năm 2015, cô xuất hiện với vai Lori Collins trong bộ phim gốc của Nickelodeon Splitting Adam. Moner được chọn vào vai Sadie, một trong những vai chính, trong Huyền thoại phim gốc Nikodeon 2016 của Đền ẩn. Vào tháng 5 năm 2016, Moner đã tham gia bộ phim Transformers: Chiến binh cuối cùng, được phát hành vào tháng 6 năm 2017. Cô lồng tiếng cho Heather trong bộ phim hoạt hình Phi vụ hạt dẻ 2: Công viên đại chiến, được phát hành vào ngày 11 tháng 8 năm 2017. Moner đã có một vai chính trong bộ phim Sicario 2018: Day of the Soldado, vào vai con gái của một trùm ma túy. Vào tháng 5 năm 2018, Moner đã tham gia bộ phim chuyển thể hành động trực tiếp của Nhà thám hiểm Dora, trong đó cô sẽ thể hiện một phiên bản tuổi teen của nhân vật.